# BBB Korea
BBB koreaは、通訳ボランティアから無料通訳サービスを提供する韓国の非営利団体 である。この団体は言語と文化の壁のない社会を創造することを目的に2003年に設立された。現在は韓国文化体育観光部の法人となっている。。本社はソウルに置かれている。
BBBは"Before Babel Brigade"の略で、すべての人間が疎通の問題なく単一言語を共有していたバベルの塔建設以前の世界を示す。

## 歴史
bbb koreaは、2002年FIFAワールドカップと2002年アジア競技大会のキャンペーンとして初めて開始された。BBBキャンペーンは、無料通訳サービスを提供することで、韓国訪問者の意思疎通を助けることを目的としていた。このサービスは電話で利用可能であり、電話をかけて言語を選択すると、使用者は自動的にボランティア通訳者に接続される。
2003年、BBB koreaは非営利団体として設立された。bbbは平昌オリンピックなど韓国で開催される国際大会を支援した。現在20ヵ国語で4500人以上のボランティアがいる。

## プログラム

### 言語通訳サービス
言語疎通の困難を経験した人は、通訳サービスを無料で受けるために"BBB korea"に電話をかけることができる。
bbb通訳サービスはAutomatic Response System(ARS:自動応答システム)を使って言語を選択して使用することができる。その後、ユーザーは使用可能なボランティア通訳と自動的につながる。
もう一つの方法はスマートフォンにBBB応用プログラムをダウンロードすること。スマートフォンのアプリケーションを使えば、ユーザーが望む言語を選択し、それによって通訳士につながる。
BBB koreaのボランティア通訳の業務を希望する場合はbbb koreaのウェブサイトで申し込みを行う。志願者は言語と状況について高いレベルの理解を示さなければならない。語学試験に合格して通訳教育を終えればBBBボランティア通訳者になることができる。

#### 言語
- 英語
- 日本語[6] [7]
- 中国語[8]
- フランス語
- スペイン語
- イタリア語
- ロシア語[9]
- ドイツ語
- ポルトガル語
- アラビア語
- ポーランド語
- トルコ語
- スウェーデン語
- タイ語
- ベトナム語
- インドネシア語
- モンゴル語
- ヒンディー語
- マレーシア語
- スワヒリ語

### グローバルプロジェクト
BBBは世界的なプロジェクトを推進している。2014年、ブラジルワールドカップでBBサービスを実施した。プロジェクト名は"Rio Amigo"だった。これは、ブラジルを訪れる観光客に無料通訳サービスを提供するプロジェクトだった。このプロジェクトを通じて他の言語ユーザ間のコミュニケーションが可能になった。
また、bbbはインドネシアbbbプロジェクトを進めており、インドネシアでの通訳サービス実現を目指している。

### 文化プログラム
韓国文化センター
BBBは外国で朝鮮語と文化を共有するセンターを運営している。 センターでは、K-POPダンス教室など朝鮮語と文化教室を開いている。センターはミャンマーとベトナムに位置する。
文化交流イベント
BBB koreaは毎年"BBB国際友の日"を開催している。このイベントでは、BBBボランティアと外国人の友人が集まって文化活動を楽しむことができる。2018年には第10回"BBB国際友の日"がソウルフォレストで開かれ、2000人以上が参加した。
疎通キャンペーン
BBB koreaは通訳サービスで言葉の壁のない韓国を広報するキャンペーンを展開している。キャンペーンは仁川国際空港やソウル駅など、さまざまな場所で行われた。
BBB Probono (大学生奉仕団)
BBB Probonoは、BBB koreaの学生ボランティア団体。Probonoとは"公益のために"という意味。BBB Probonoは文化の壁を最小限にする目的で世界中にさまざまな文化を紹介している。Probonoは、オンライン・コンテンツ・デザイン、キャンペーンなど、様々な文化的プログラムを計画している。
BBB雑誌 Heart&Communication
BBB koreaは"ハート&コミュニケーション(Heart&Communication)"という雑誌を発行している。この雑誌は、言語や文化に関する記事やインタビューを共有している。